# New Zealand State Highway 27
Der New Zealand State Highway 27 (auch State Highway 27 oder in Kurzform SH 27) ist eine Fernstraße von nationalem Rang auf der Nordinsel von Neuseeland.

## Strecke
Der SH 27 beginnt am New Zealand State Highway 2 bei der Ortschaft Mangatarata südlich des Firth of Thames und verläuft in südöstlicher Richtung mit den Hauraki Plains im Osten und der Hapuakohe Range im Westen. Nach dem Ende der Bergkette kreuzt er nordöstlich von Morrinsville den New Zealand State Highway 26 und führt weiter entlang dem Waitoa River bis nach Matamata, wo der New Zealand State Highway 24 beginnt. Dort knickt er in südliche Richtung ab und endet nach der Kreuzung mit dem New Zealand State Highway 29 am New Zealand State Highway 1 in der Ortschaft Tirau.